# Bruno Marioni
Bruno Marioni, nato Bruno Giménez (San Nicolás de los Arroyos, 15 giugno 1975), è un allenatore di calcio ed ex calciatore argentino.
Si è ritirato nel novembre 2009.

## Palmarès

### Club

#### Competizioni nazionali
- Supercoppa del Messico: 1

Pumas UNAM: 2004